# The Hoober-Bloob Highway
The Hoober-Bloob Highway é um especial de animação feito para a televisão. Foi transmitido a primeira vez em 19 de fevereiro de 1975, nos EUA, pela CBS.
Um musical escrito pelo Dr. Seuss e produzido pela DePatie-Freleng Enterprises, produtora de animações famosa pelos desenhos da A Pantera Cor-de-rosa, Bombom e Maumau e Xerife Hoot Kloot, entre outros.